# Bright Eyes (groupe)
Pour les articles homonymes, voir Bright Eyes.
Bright Eyes est un groupe de rock indépendant et folk américain, originaire d'Omaha, dans le Nebraska. Il est formé par Conor Oberst en 1998. En vingt-cinq ans de carrière sous ce nom, il aura sorti douze album, le dernier en date étant Down in the Weeds, Where the World Once Was (2020).

## Biographie

### Débuts (1995–1997)
L'homme principal derrière le groupe est Conor Oberst, un auteur-compositeur. Né à Omaha (Nebraska) en 1980, il a commencé la musique très jeune : à 14 ans, il enregistre déjà ses propres chansons et à 15, il crée Commander Venus avec Tim Kasher en 1995.
Membre fondateur de Commander Venus – séparé en 1997 – le guitariste et chanteur Conor Oberst se concentre sur un nouveau projet, Bright Eyes. En 1998, il publie vingt chansons qui serviront de base pour le premier album de Bright Eyes, A Collection of Songs Written and Recorded 1995–1997. Oberst y expérimente la boite à rythmes, les claviers et d'autres instruments. Le son de l'album oscille entre chant blatant et guitare acoustique accompagné de morceaux aux synthétiseurs dans la veine de la techno. Les réactions sont négatives, AllMusic fustigeant notamment les paroles qui ressemblent à « des gazouillis d'enfants inaudibles . »

### Premiers albums (1998–2006)

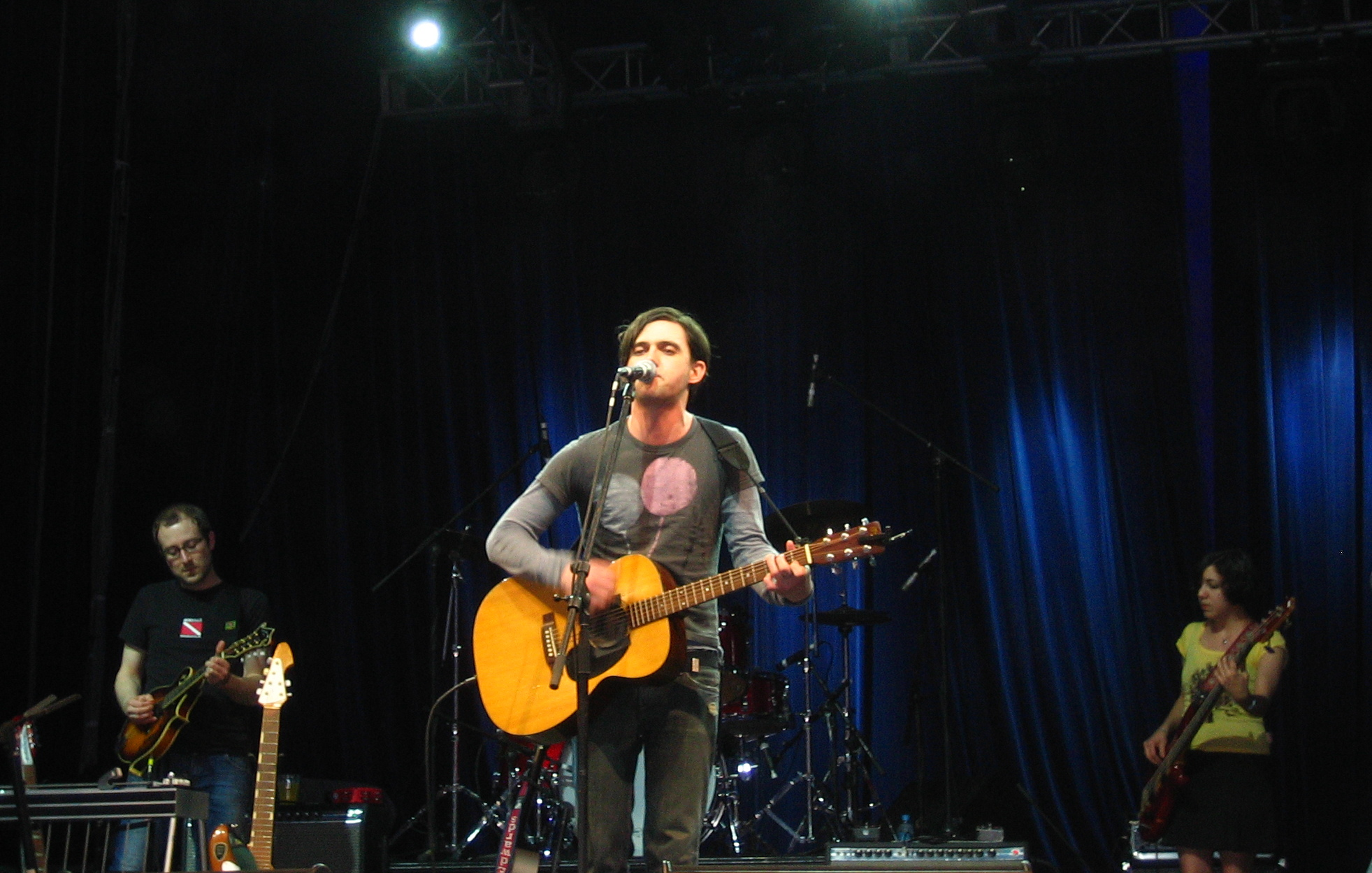
Bright Eyes.

Le 2 novembre 1998, Saddle Creek publie Letting Off the Happiness, un album dix pistes qui se concentre sur un son plus audible que le précédent album. D'après Saddle Creek, il fait participer des membres de Lullaby for the Working Class, Neutral Milk Hotel, et of Montreal. Neely Jenkins contribuera aussi aux chants. Il est enregistré chez la famille d'Oberst à Omaha puis au studio d'Andy Lemaster à Athens, en Géorgie. Même s'il fait participer tout le groupe, le morceau June on the West Coast est joué uniquement avec uniquement une guitare acoustique et au chant. En novembre 1999, Bright Eyes publie l'EP cinq titres Every Day and Every Night, qui comprend Neely O'Hara  et A Perfect Sonnet.
En 2000, Bright Eyes publie Fevers and Mirrors, avec de nouveaux instruments comme la flûte, le piano, et l'accordéon dans les arrangements.
L'album se place 170e de la liste des 200 meilleurs albums de la décennie établie par Pitchfork. Avec Lifted or The Story Is in the Soil, Keep Your Ear to the Ground en 2002, Bright Eyes devient l'un des « nouveaux » groupes en vogue. Il reçoit l'intérêt national notamment par The New York Times, The Los Angeles Times, Time, Rolling Stone, Blender, et Spin, nombre d'entre eux félicitant Conor Oberst. L'album est un succès commercial, qui compte plus de 250 000 exemplaires vendus. Il sort la même année un album de chansons de Noël, intitulé A Christmas Album, dont les recettes des ventes sont reversées à une association de lutte contre le sida. Pendant l'élection présidentielle américaine de 2004, Bright Eyes tourne avec Bruce Springsteen et R.E.M. à la tournée Vote for Change, Gagnant encore en popularité par ce biais. Oberst chantera plusieurs duos avec Springsteen et Neil Young. En novembre 2004, deux singles de Bright Eyes, Lua et Take It Easy (Love Nothing), atteignent la pole position des classements Billboard Hot 100 Single Sales. 
Le 25 janvier 2005, deux albums différents sont publiés : I'm Wide Awake, It's Morning qui est dans la lignée folk, et l'electronic-pop Digital Ash in a Digital Urn. Une tournée suit après ces deux albums. La première partie de la tournée est consacrée à I'm Wide Awake, et la deuxième à Digital Ash. Au début de 2005, Bright Eyes soutient R.E.M. en Australie. En novembre 2005, Bright Eyes joue True Blue à l'émission pour enfants Pancake Mountain. 
Bright Eyes manifestera activement contre la société Clear Channel. Oberst a clairement condamné les événements de Clear Channel, notamment lors de la remise des Shortlist Awards au Wiltern Theatre de Los Angeles le 5 octobre 2003. Le 9 novembre 2005, Bright Eyes annonce son concert du 12 novembre à St. Louis après avoir découvert qu'il était asoccié à Clear Channel.
Bright Eyes remporte les prix de chanson de l'année, et groupe de l'année, pour When the President Talks to God aux PLUG Independent Music Awards en 2006 et un prix spécial pour le clip de la chanson First Day of My Life à la 17e édition des GLAAD Media Awards. Le Time cite I'm Wide Awake, It's Morning dans sa liste des 10 meilleurs albums en 2005. Plus tard dans l'année, l'album live Motion Sickness est publié, retraçant la tournée I'm Wide Awake, It's Morning.
Après avoir sorti trois albums en 2005, Oberst annonce ne rien avoir prévu pour 2006. Le 24 octobre 2006, une compilation d'inédit intitulée Noise Floor (Rarities: 1998–2005) est publiée.
Le 8 mars 2007, Oberst participe à l'émission All Songs Considered.

### Cassadaga(2007)

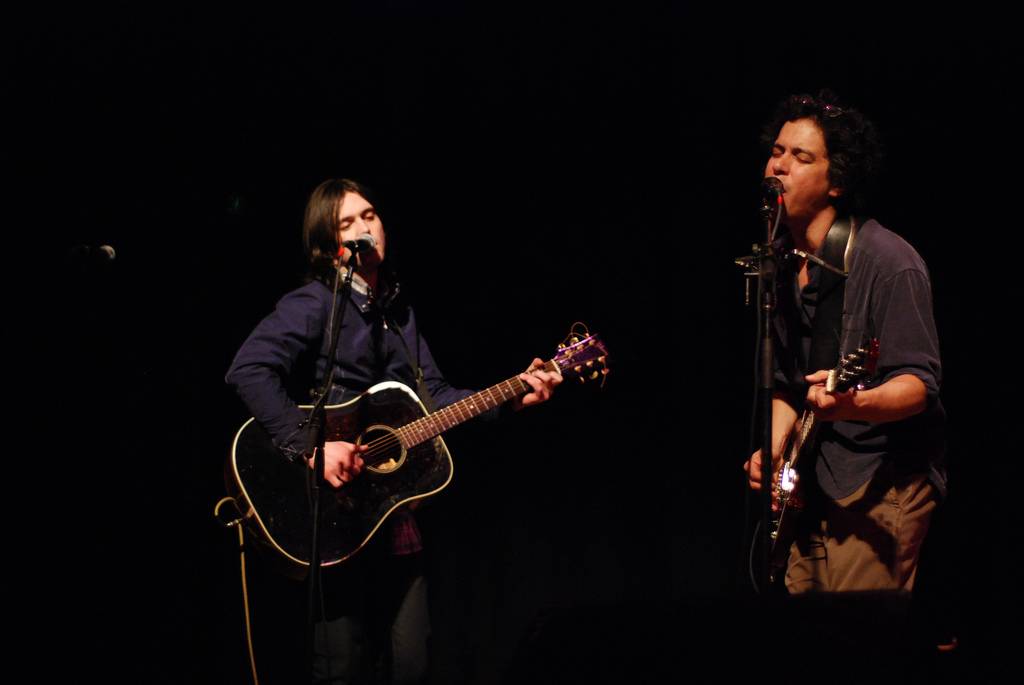
Conor Oberst et M. Ward au Town Hall.

Bright Eyes publie l'EP Four Winds en mars 2007, qui comprend le premier single de leur septième album, Cassadaga, publié en avril 2007. Le morceau Endless Entertainment circule sur leur site web ThisIsBrightEyes.com. En soutien à l'album, Bright Eyes tourne en Amérique du Nord entre février et mai, et en Europe et au Japon entre juin et juillet. Les douze musiciens intègrent deux batteurs. Pendant un passage, lors d'une mini-tournée de sept nuits, au Town Hall de New York, Bright Eyes accueille des invités spéciaux  Lou Reed le 25 mai ; Ben Kweller le 26 mai ; Jenny Lewis et Jonathan Rice le 28 mai ; Norah Jones, Little Willie et Derrick E le 29 mai ; Nick Zinner, Maria Taylor et Ben Gibbard le 30 mai, Steve Earle le 31 mai, puis Ron Sexsmith et Britt Daniel le 1er juin.
Bright Eyes performe joue lors d'un rally pour Barack Obama à Omaha, Nebraska, le 7 février 2008,.
Zachary Nipper, le réalisateur de couverture de l'album est récompensé du Grammy Award for Best Recording Package.

### The People's Key(2008–2011)
Entre 2008 et 2009, Oberst enregistre et tourne dans divers projets parallèles, comme Conor Oberst and the Mystic Valley Band, et le supergroupe Monsters of Folk. En 2009, il annonce au magazine Rolling Stone, son désir de se retirer de Bright Eyes et de faire un dernier album. Le label Saddle Creek Records réédite leur split avec Neva Dinova, One Jug of Wine, Two Vessels, le 23 mars 2010, qui comprend quatre nouvelles chansons enregistrées à la fin 2009.
Le 31 juillet 2010, Bright Eyes s'associe avec l'American Civil Liberties Union (ACLU) du Nebraska pour un concert militant pour l'égalité à Omaha, Nebraska,.  ce concert, le groupe joue une nouvelle chanson, Coyote Song, qui parle de deux amoureux séparés par la frontière entre les États-Unis et le Mexique. Leur nouvel album, The People's Key, est publié le 15 février 2011, le jour de l'anniversaire de Conor Oberst,. Ils jouent au Late Show with David Letterman, puis au Tonight Show le 14 avril 2011.
En juillet 2016, une annonce est faite selon laquelle leurs six premiers albums seront remasterisés et réédités (à l'exception du disque spécial Noël) en un coffret intitulé The Studio Albums 2000–2011. Il est publié le 16 septembre 2016.

### Down in the Weeds, Where the World Once Was(2020)
Le groupe annonce un retour en 2020, et publie le 24 mars 2020 un single, Persona Non Grata, issu d'un futur album. L'album, intitulé Down in the Weeds, Where the World Once Was, sort en août 2020.

## Autres projets
En plus de Bright Eyes, Conor Oberst a fait partie d'un groupe de rock, Desaparecidos (2002), d'un de folk, The Mystic Valley Band (2008-2009) et a collaboré avec Jim James, M. Ward ainsi que Mike Mogis sur le projet musical Monsters Of Folk.
En 2019, Conor Oberst sort un album en duo avec Phoebe Bridgers, Better Oblivion Community Center.

## Discographie

### Albums studio
- 1998 : A Collection of Songs Written and Recorded 1995–1997
- 1998 : Letting Off the Happiness
- 2000 : Fevers and Mirrors
- 2002 : Lifted or The Story Is in the Soil, Keep Your Ear to the Ground
- 2002 : A Christmas Album
- 2005 : Digital Ash in a Digital Urn
- 2005 : I'm Wide Awake, It's Morning
- 2005 : Motion Sickness (Live Recordings)
- 2006 : Noise Floor (Rarities 1998-2005)
- 2007 : Cassadaga
- 2011 : The People's Key
- 2020 : Down in the Weeds, Where the World Once Was
- 2024 : Five Dice, All Threes

### EP
- 1999 : Every Day and Every Night
- 2001 : Oh Holy Fools - feat. Son, Ambulance
- 2002 : There is No Beginning to the Story
- 2002 : Home, Vol. 4 - feat. Britt Daniel
- 2004 : One Jug Of Wine, Two Vessels - feat. Neva Dinova
- 2005 : Lua
- 2007 : Four Winds